# Río Lybid
El río Lýbid (en ucraniano: Либідь) es un corto río de Ucrania, un afluente por la derecha del río Dniéper que fluye por el óblast de Kiev. Hay una leyenda que atribuye el nombre a la hermana de Kii, Schek y Joriv, fundadores de Kiev. El nombre ucraniano Lýbid significa «cisne», epíteto muy común entre los eslavos orientales para designar a las mujeres elegantes, que se mueven con gracia: «camina como nada un cisne» (наче лебідкою пливе [ˈnɑ.tʃɛ lɪ.ˈbid.ko.jʊ ˈplɪ.ʋɛ]).
- Datos: Q1976659
- Multimedia: Lybid River / Q1976659